# Luis Liendo (lottatore)
Luis Ygnacio Liendo (Caracas, 25 novembre 1980) è un lottatore venezuelano, specializzato nella lotta greco-romana.

## Biografia
Ha rappresentato il Venezuela ai Giochi olimpici estivi Londra 2012, dove si è classificato al dodicesimo posto nel torneo della lotta greco-romana dei 60 chilogrammi.

## Palmarès
- Giochi panamericani

Santo Domingo 2003: argento nei 60 kg.
Rio de Janeiro 2007: bronzo nei 60 kg.
Guadalajara 2011: oro nei 60 kg.
- Campionati panamericani

Maracaibo 2002: bronzo nei 60 kg.
Guatemala 2003: argento nei 60 kg.
Guatemala 2005: argento nei 60 kg.
San Salvador 2007: bronzo nei 60 kg.
Rionegro 2011: argento nei 60 kg.
- Giochi sudamericani

Belém 2002: oro nei 60 kg.
Santiago del Cile 2014: oro nei 66 kg.
- Giochi centramericani e caraibici

San Salvador 2002: oro nei 60 kg.
Cartagena de Indias 2006: oro nei 60 kg.
Mayagüez 2010: argento nei 60 kg.
- Giochi bolivariani

Ambato 2001: oro nei 58 kg.
Armenia e Pereira 2005: oro nei 60 kg.
Sucre 2009: oro nei 66 kg.
Trujillo 2013: oro nei 66 kg.